# Intimidade (álbum de Zélia Duncan)
Intimidade é o terceiro  álbum de estúdio da cantora Zélia Duncan, lançado em 1996 pela gravadora Warner Music e produzido por Liminha. "Enquanto Durmo" foi incluída na trilha sonora da novela Salsa e Merengue da Rede Globo.
| Críticas profissionais | Críticas profissionais |
| Avaliações da crítica  | Avaliações da crítica  |
| Fonte                  | Avaliação              |
| ---------------------- | ---------------------- |
| AllMusic               | link                   |

## Faixas
Todas as faixas escritas e compostas por Christiaan Oyens e Zélia Duncan, exceto onde especificado. 
| N.º            | Título | Compositor(es)                                 | Duração |  |
| 1.             | "Enquanto Durmo" |                                                | 4:22    |  |
| 2.             | "Intimidade" |                                                | 3:01    |  |
| 3.             | "Bom para Você" |                                                | 3:43    |  |
| 4.             | "Minha Fé" (dedicada a Zélia Duncan M. Gonçalves (avó de Zélia)) | Lucina, Zélia Duncan                           | 2:20    |  |
| 5.             | "Coração na Boca" | Lucina, Zélia Duncan                           | 2:40    |  |
| 6.             | "Experimenta" | Fernando Vidal, Christiaan Oyens, Zélia Duncan | 4:38    |  |
| 7.             | "Não Tem Volta" |                                                | 4:26    |  |
| 8.             | "Primeiro Susto" | Lucina, Zélia Duncan                           | 3:03    |  |
| 9.             | "Me Gusta" |                                                | 3:34    |  |
| 10.            | "Vou Tirar Você do Dicionário" (participação especial de Lenine; contém citações de "Baratotal" (Gilberto Gil) e "S.O.S." (Maurício Pacheco / Mulheres Q Dizem Sim)) | Itamar Assumpção, Alice Ruiz                   | 3:11    |  |
| 11.            | "A Diferença" (contém citação de "Summer Holiday", por B. Welsh [sic] e B. Bennet [sic])                                                                             |                                                | 3:41    |  |
| 12.            | "Assim Que Eu Gosto" |                                                | 3:27    |  |
| Duração total: | Duração total: | Duração total:                                 | 42:06   |  |

## Créditos

### Músicos
Adaptados do encarte:
- Zélia Duncan
  - vocal em todas as faixas
  - vocal de apoio em "Não Tem Volta", "Vou Tirar Você do Dicionário" e "A Diferença"
  - assovio em "Assim Que Eu Gosto"
  - violão em "Minha Fé", "Coração na Boca" e "Assim Que Eu Gosto"
  - violão de doze cordas e ganzá em "Bom pra Você"
  - arranjo em "Coração na Boca"

- Christiaan Oyens
  - Vocal de apoio em "Não Tem Volta"
  - guitarra em "Bom pra Você", "Experimenta", "Não Tem Volta" e "A Diferença"
  - violão em "Bom pra Você" e "Me Gusta"
  - violão de doze cordas em "Coração na Boca"
  - Violão de aço em "Assim Que Eu Gosto"
  - violão dobro em "Assim Que Eu Gosto"
  - guitarra slide em "Enquanto Durmo"
  - bandolim em "Enquanto Durmo", "Minha Fé" e "Me Gusta"
  - bateria em "Enquanto Durmo", "Intimidade", "Bom pra Você", "Minha Fé", "Coração na Boca", "Experimenta", "Não Tem Volta", "Vou Tirar Você do Dicionário", "A Diferença" e "Assim Que Eu Gosto"
  - programação de bateria em "Bom pra Você", "Experimenta", "Não Tem Volta" e "A Diferença"
  - teclados em "Não Tem Volta" e "A Diferença"
  - tambores em "Minha Fé"
  - percussão em "Enquanto Durmo"
  - pandeiro em "Bom pra Você"
  - gaita em "Enquanto Durmo"
  - arranjo  em "Enquanto Durmo", "Bom pra Você", "Coração na Boca", "Experimenta", "Não Tem Volta", "Me Gusta", "A Diferença" e "Assim Que Eu Gosto"
  - pratos em "Primeiro Susto"

- Fernando Vidal - guitarra em "Intimidade", "Experimenta";
- Marcus Teixeira - violões e arranjo em "Primeiro Susto"

- Liminha
  - baixo em "Enquanto Durmo", "Intimidade", "Minha Fé", "Coração na Boca", "Experimenta", "Não Tem Volta" e "Vou Tirar Você do Dicionário"
  - violão em "Bom pra Você" e "Minha Fé"
  - guitarra em "Bom pra Você" e "Coração na Boca"
  - arranjo em "Intimidade", "Bom pra Você", "Minha Fé", "Coração na Boca", "Experimenta" e "A Diferença"
  - percussão em "Minha Fé" e "A Diferença"
  - teclado em "Experimenta"

- Dunga - baixo em "Bom pra Você" e "A Diferença"
- Ézio Filho - baixo em "Primeiro Susto"
- Bruce Henry - baixo acústico em "Assim Que Eu Gosto"
- Willian Magalhães - piano (Fender Rhodes) em "Enquanto Durmo" e teclados em "A Diferença"
- Sascha Amback - piano (Fender Rhodes) em "Experimenta"
- Ramiro Mussoto - percussão em "Minha Fé", "Experimenta", "Não Tem Volta", "Vou Tirar Você do Dicionário" e "A Diferença"; berimbau eletrônico em "Coração na Boca"
- Widor Santiago - saxofone tenor em "Não Tem Volta"
- Bia Paes Leme - arranjo de cordas e regência em "Me Gusta"
- "Rio Cello Ensemble" (David Chew, Luiz Hack, Fernando Bru, Hugo Pilger, Paulo Santoro, Ricardo Santoro, Diana Lacerda, Saulo Moura) - "Me Gusta"

### Participação especial
- Lenine - violão e arranjo em "Vou Tirar Você do Dicionário"

### Pessoal técnico
- Liminha - produção, engenharia de gravação, mixagem
- Christiaan Oyens - coprodução
- Bia Araújo - produção executiva
- Vitor Farias - engenharia de gravação, mixagem
- Edu Costa - engenharia de gravação
- Bruno Leite, Daniel Pires, Mário Leo - assistentes de estúdio
- Paulo Lima, Mariana Barsted - edição digital
- Henrique Bezerra, Alcides Neto - roadies
- Ricardo Garcia - masterização no Magic Master
- Paulo Junqueiro - direção artística
- Brígida Baltar - capa (design)
- Wilton Montenegro - fotos
- João Galhardo - fotos da neblina e capa de chuva
- Rogério S - figurino
- Artur Marsan - assistente de Rogério
- Edilma Lins - maquiagem
- Oswaldo Pires - cabelo
- Silvia Panella - coordenação gráfica